# Saskia van Dorresteyn
Saskia van Dorresteyn (Soest, 1970) is een Nederlands grafisch ontwerpster en kunstschilder.
Na de mavo aan het Griftland College bezocht zij de havo in Hilversum. In 1995 slaagde ze aan de Utrechtse HKU met als specialisatie de grafische richting. In de jaren daarna werkte ze onder meer als ontwerpster bij een reclamestudio. Enkele jaren later pakte ze het schilderen weer op. Tijdens haar opleiding had ze met name abstract geschilderd, maar nu werd haar werk realistisch en surrealistisch. De geschilderde onderwerpen zijn mensen, gebouwen en dieren, en dan vooral paarden. Saskia van Dorresteyn werkt daarbij met olieverf of acryl op doek.